# Massimiliano D'Ambrosio
Massimiliano D'Ambrosio (Roma, 4 dicembre 1972) è un cantautore italiano.
Dopo essersi diplomato presso l'istituto tecnico nautico indirizzo capitani, dal 1994 incomincia a frequentare con regolarità il Folkstudio, curandone per due anni lo spazio domenicale.
Nel 2005 ha realizzato il suo primo album. In parecchie sue canzoni ha tratto ispirazione dalle opere di scrittori e poeti famosi (tra i quali Stefano Benni, Edoardo Sanguineti, Lawrence Ferlinghetti, Federico García Lorca), musicando delle libere interpretazioni dei loro versi.

## Discografia
- 2005 - Il Mio Paese
- 2009 – Cuore di ferro
- 2012 – Novembre
- 2023 - Canzoni per nessuno